# ليف أندريه
ليف أندريه (بالسويدية: Leif Andrée)‏ (و. 1958 – م) هو ممثل من السويد . ولد في ستوكهولم.

## روابط خارجية
- ليف اندريه على موقع IMDb (الإنجليزية)
- ليف اندريه على موقع ميتاكريتيك (الإنجليزية)
- ليف اندريه على موقع روتن توميتوز (الإنجليزية)
- ليف اندريه على موقع ألو سيني (الفرنسية)
- ليف اندريه على موقع ميوزك برينز (الإنجليزية)
- ليف اندريه على موقع تيرنر كلاسيك موفيز (الإنجليزية)
- ليف اندريه على موقع أول موفي (الإنجليزية)
- ليف اندريه على موقع أول موفي (الإنجليزية)
- ليف اندريه على موقع قاعدة بيانات الأفلام السويدية (السويدية)
- ليف اندريه على موقع قاعدة بيانات الفيلم (الإنجليزية)